# Reino da Mércia
A Mércia foi um dos sete reinos que compunham a Heptarquia anglo-saxônica, no que é hoje a Inglaterra. Localizava-se na região das Midlands, com centro no vale do rio Trent e de seus tributários. A Mércia fazia fronteira com a Nortúmbria, Powys, os reinos de Gales, Saxônia Ocidental, Sussex, Essex e a Ânglia Oriental. O termo sobrevive hoje apenas nos nomes de algumas unidades policiais e militares inglesas.
A evolução da Mércia a partir das invasões anglo-saxônicas é mais obscura do que a da Nortúmbria, de Câncio e mesmo da Saxônia Ocidental. Conforme pesquisas arqueológicas, os anglos instalaram-se nas terras ao norte do rio Tâmisa em torno do século VI. O termo "Mércia" (em inglês: Mercia) vem do inglês antigo e significa "gente da marca" ("marca" na acepção de fronteira, divisa). À noção que o reino teve origem na fronteira entre os galeses e os invasores anglo-saxões, P. Hunter Blair contrapõe a ideia de que ele surgiu ao longo da fronteira entre o Reino da Nortúmbria e os habitantes do vale do rio Trent.
O primeiro rei da Mércia de que se tem registro é Creoda, que teria subido ao poder em torno de 585. O último rei da Mércia, de nome Burgredo, subiu ao trono em 852 e foi expulso do reino pelos viquingues em 874. Em 886, a porção oriental do reino foi incorporada ao Danelaw. A parte ocidental, independente, passou a ser governada por um "ealderman", não um rei: Etelredo, que governou de 883 a 911. Sua mulher, Etelfleda, filha de Alfredo, o Grande, da Saxônia Ocidental, assumiu as rédeas do poder quando o marido faleceu e foi sucedida no governo da Mércia pelo irmão, Eduardo, o Velho, rei da Saxônia Ocidental.